# Serhii Kot
Serhii Ivanovîci Kot (Сергій Іванович Кот; n. 22 octombrie 1958, Kiev, RSS Ucraineană, URSS – d. 28 martie 2022, Izeaslav, Regiunea Hmelnîțkîi, Ucraina) a fost un istoric ucrainean. În calitatea sa de cercetător principal la Institutul de Istorie al Ucrainei al Academiei Naționale de Științe a Ucrainei⁠(d), s-a concentrat pe conservarea (uneori și restituirea) patrimoniului istoric și cultural și istoria conservării și funerariilor în Ucraina. A fost membru al consiliului de administrație al muzeului de istorie și a primit titlul ucrainean de „Lucrător Emerit al Culturii⁠(d)”.

## Biografie
Serhii Kot s-a născut la Kiev. A absolvit Facultatea de Istorie și Pedagogie a Institutului Pedagogic de Stat din Kiev⁠(d) în 1980. În 1990, a  susținut doctoratul în istorie cu teza Охорона пам'яток історії та культури в Українській РСР (1943-поч. 60-х рр.) (din ucr. „Protecția monumentelor de istorie și cultură din RSS Ucraineană (1943–înc. anilor 1960”). A devenit doctor habilitat în istorie în 2021, cu lucrarea The Return and Restitution of Cultural Property in the Political and Cultural Life of Ukraine During the 20th and Early 21st Centuries (ucr. Повернення і реституція культурних цінностей у політичному та культурному житті України (ХХ – поч. ХХІ ст.) – „Întoarcerea și restituirea proprietăților culturale în viața politică și culturală a Ucrainei (sec. al XX-lea – înc. sec. al XXI-lea)”).

### Academia Națională de Științe a Ucrainei
Kot a lucrat la Institutul de Istorie al Ucrainei al Academiei Naționale de Științe a Ucrainei⁠(d). În 1999 a devenit șef al Centrului pentru studierea problemelor întoarcerii și restituirii tezaurului cultural, funcție pe care a deținut-o până la sfârșitul vieții. În cercetarea sa, el s-a concentrat pe conservarea patrimoniului istoric și cultural, istoria conservării patrimoniului în Ucraina, întoarcerea și restituirea proprietăților culturale. Din 2006, a fost cercetător superior la Centrul de istorie și cultură ucraineană, pe care l-a și condus din 2012. În 2009, beneficiind de o bursă Fulbright⁠(d), a cercetat „politica SUA de restituire a proprietăților culturale după cel de-al Doilea Război Mondial”. Din 2013, Kot a fost șeful Centrului pentru studierea patrimoniului istoric și cultural al Ucrainei la Academia Națională de Științe. În 2020, Kot a lucrat la cererea de restituire în Ucraina a unui tablou de Lucas Cranach cel Bătrân – un diptic ilustrându-i pe Adam și Eva –, care fusese dus ilegal la Sankt Petersburg și se află acum la Muzeul Norton Simon⁠(d) din Pasadena.

### Alte funcții
În 1999 și 2000, Kot a fost membru al Consiliului suprem al Ucrainei pentru cultură și spiritualitate, entitate care a pregătit un proiect de lege „Cu privire la protecția patrimoniului cultural”, înaintat la 8 iunie 2000. Kot a fost autorul a 35 de amendamente și formule editoriale care au fost incluse în textul legii.
Din 2012, Kot a fost șef adjunct al comitetului editorial al Muzeului Național de Istorie din Ucraina⁠(d). Din 2013 până la moartea sa, a fost membru al consiliului științific al Sanctuarului Național „Sofia din Kiev”⁠(d). A fost șeful consiliului de administrație al fundației pentru opera literară a lui Oleh Oljîci⁠(d). A fost decorat cu titlul ucrainean „Lucrător Emerit al Culturii⁠(d)”.
Kot a murit la Izeaslav la 28 martie 2022, la vârsta de 63 de ani.

## Publicații
Publicațiile lui Kot includ o carte din 1989 despre istoria locală în RSS Ucraineană și cărți din 1996 și 1998 despre proprietățile culturale ucrainene din Rusia și problemele restituirii lor în context istoric și legal. În 2006, a publicat la Londra și Kiev o carte care conține o colecție de articole ale jurnalistului britanic Lancelot Lawton⁠(d) despre statutul Ucrainei în anii 1930.
De asemenea, a scris lucrări științifice despre istoria mișcării revoluționare naționale, regiunea Bucovina și masacrul de la Babîn Iar⁠(d).